# Dorfkirche Bandelow

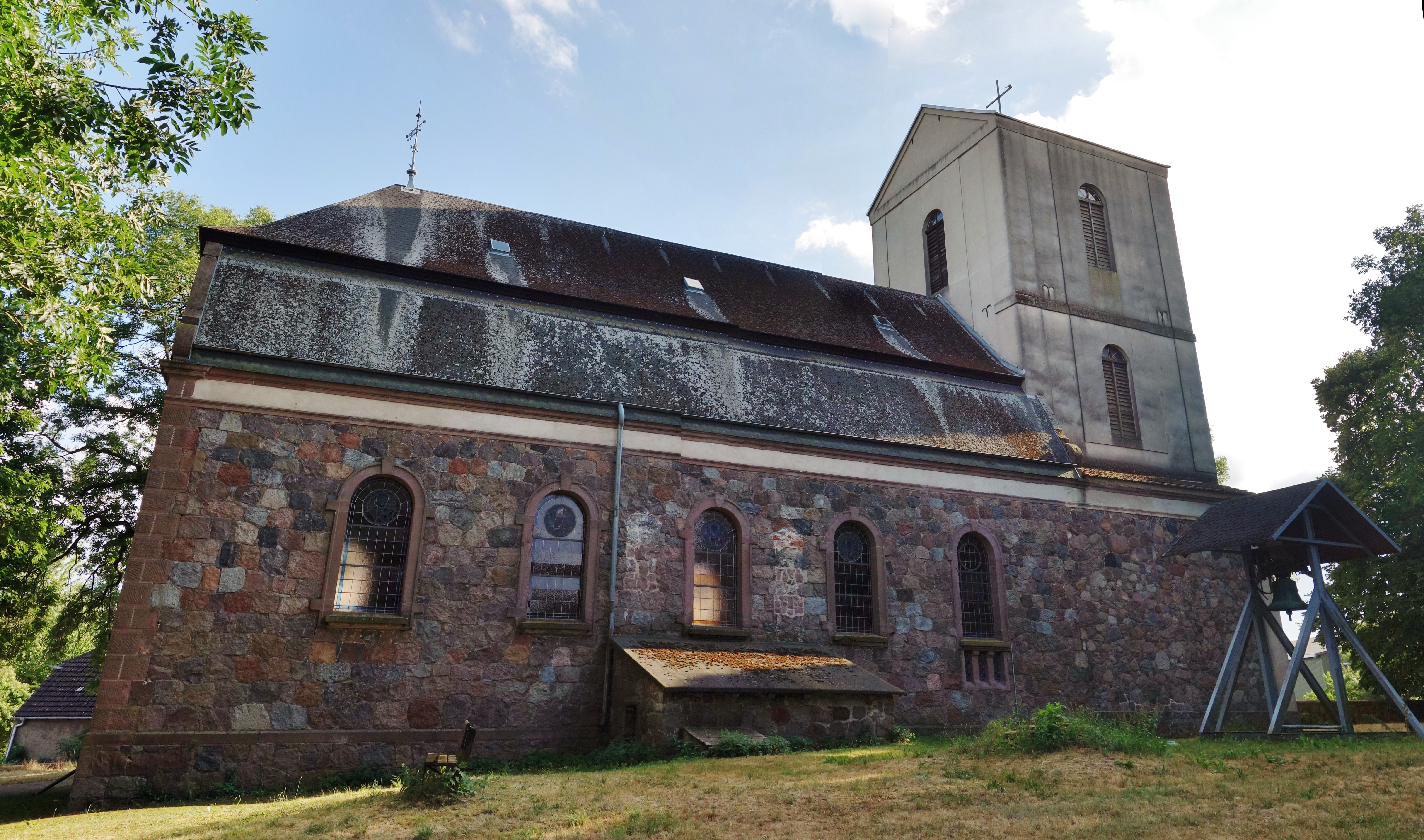
Dorfkirche Bandelow

Die evangelische, denkmalgeschützte Dorfkirche Bandelow steht in Bandelow, einem Gemeindeteil im Ortsteil Trebenow der Gemeinde Uckerland im Landkreis Uckermark in Brandenburg. Die Kirche gehört zur Gesamtkirchengemeinde Schönwerder im Kirchenkreis Uckermark im Sprengel Potsdam der Evangelischen Kirche Berlin-Brandenburg-schlesische Oberlausitz.

## Beschreibung
Die Saalkirche wurde 1898 auf den Umfassungsmauern eines ausgebrannten Vorgängerbaus aus Feldsteinen aus dem 13. Jahrhundert errichtet. Sie besteht aus einem Langhaus, das mit einem im Osten abgewalmten Mansarddach bedeckt ist, und einem gleich breiten Kirchturm im Westen, der mit einem Satteldach bedeckt ist. Seine beiden verputzten Obergeschosse sind mit Lisenen an den Ecken verziert. Der Anbau im Süden des Langhauses beherbergt das Portal. In einem freistehenden Glockenstuhl hängt eine Kirchenglocke.
Ein Teil der Kirchenausstattung des Vorgängerbaus blieb erhalten. Im Hauptfeld des Altarretabels von 1711 ist zwischen gewundenen Säulen die Kreuzigung von Jesus dargestellt, im Gesprenge die Grablegung und in der Predella das Abendmahl. Die Kanzel wird von einer Statue getragen, die Mose darstellt. Die Orgel in einem Prospekt im Empirestil hat 14 Register, zwei Manuale und ein Pedal. Sie wurde 1852 von Lang & Dinse gebaut.